# Bunodosoma goanensis
Bunodosoma goanensis är en havsanemonart som beskrevs av den Hartog och Vennam 1993. Bunodosoma goanensis ingår i släktet Bunodosoma och familjen Actiniidae. Inga underarter finns listade i Catalogue of Life.